# Moerkerke

Moerkerke é uma vila e deelgemeente do município de Damme na província de Flandres Ocidental. Em 1 de Janeiro de 2004 Moerkerke tinha 2.959 habitantes e uma área de 22,89 km².